# Yū Yokoyama
Yū Yokoyama (横山 裕?, Yokoyama Yū; Osaka, 9 maggio 1981) è un attore e cantante giapponese, nonché idol, conduttore radiofonico e paroliere.

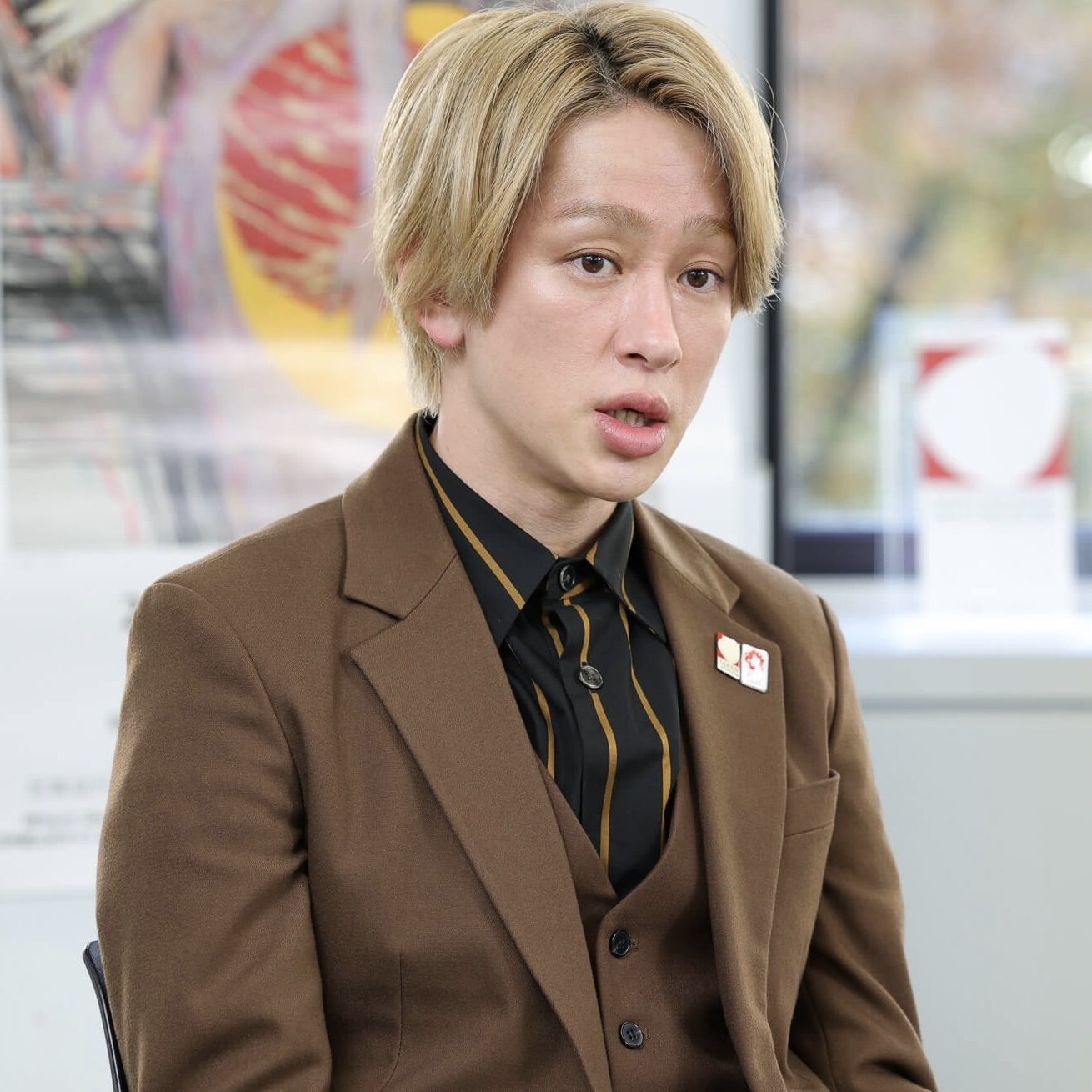

Ha iniziato la carriera nel mondo dello spettacolo nel 1996, in qualità di membro dei Kanjani Eight.

## Vita e carriera
Il suo vero nome è Kimitaka Yokoyama' (横山 侯隆?, Yokoyama Kimitaka); è entrato a far parte dei Johnny's Jr. nel 1996 ove ha incontrato i suoi futuri colleghi Subaru Shibutani e Shingo Murakami. Considerato un comico naturale a causa del suo modo e stile di parlare, tuttavia fuori dallo schermo si considera un tipo molto timido e riservato; dietro le quinte, per trovare la carica, gioca ai videogame. Il suo sport preferito è il basket ed è famoso per perder le cose ovunque vada.
Si è fatto apprezzare recentemente soprattutto per i ruoli svolti nei dorama Yukan Club (affiancato da Jin Akanishi e Junnosuke Taguchi dei KAT-TUN) e successivamente in Hidarime Tantei Eye dove fa la parte del fratello maggiore perfido e spietato di Ryōsuke Yamada.

## Filmografia

### Dorama
| Anno | Titolo                                                     | Ruolo interpretato     |
| ---- | ---------------------------------------------------------- | ---------------------- |
| 1998 | Don't Worry!                                               | Isamu Igarashi         |
| 1999 | 47 Ronin                                                   | Chikara Ōishi          |
| 1999 | Nekketsu Renai Dō                                          | Pinokki yokoyama       |
| 1999 | P.S. I'm Fine, Shunpei                                     | Keisuke Shimokawa      |
| 2000 | Ike Ike Ikemen!                                            | Hiro                   |
| 2000 | Food Fight                                                 | Hirōmi Manaka          |
| 2000 | Scary Sunday: 2000                                         |                        |
| 2001 | The Worst Date in History                                  | Ginji Naniwa           |
| 2001 | Hanran no Voyage                                           | Ten Kuzuyama           |
| 2002 | Engimono: Mitsuo                                           | Mitsuo                 |
| 2003 | Hakusen Nagashi: Age 25                                    | Hijiri Kōsaka          |
| 2005 | Gekidan Engimono: Lonely My Room                           | Natsuki Ōtani          |
| 2006 | Kemarishi                                                  | Kasuga                 |
| 2007 | Haikei, Chichiue-sama                                      | Tokio Nakagawa         |
| 2007 | Yukan Club                                                 | Seishiro Kikumasamune  |
| 2008 | Yonimo Kimyō na Monogatari: Dotsukidotsukarete Ikiru no sa | Nakamura               |
| 2009 | The Quiz Show 2                                            | Toshio Honma           |
| 2009 | Koishite Akuma                                             | Hādēs/Kobayakawa       |
| 2009 | Hidarime Tantei Eye Special                                | Yumeto Tanaka          |
| 2009 | 0 Gōshitsu no Kyaku                                        | Shiina (Hotel Manager) |
| 2010 | Hidarime Tantei Eye                                        | Yumeto Tanaka          |
| 2011 | Control ~Hanzai Shinri Sōsa~                               | Kei Teranishi          |
| 2012 | 13-sai no Hello Work                                       | Kiyofumi Takano        |
| 2012 | Papadol!                                                   | Se stesso              |
| 2014 | Suikyū yankīsu                                             |                        |
| 2021 | Kotaro abita da solo                                       | Shin Karino            |

### Cinema
| Anno | Titolo                    | Ruolo assunto  |
| ---- | ------------------------- | -------------- |
| 1998 | Shinjuku Shōnen Tanteidan | Suou Akira     |
| 2010 | 8Uppers                   | Mac            |
| 2012 | Tenchi Meisatsu           | Honinbo Dosaku |